# Хьюс (Аляска)
Хьюс (англ. Hughes, коюкон: Hut’odlee Kkaakk’et) — город в зоне переписи населения Юкон-Коюкук, штат Аляска, США. По данным на 2010 год население города составляет 77 человек.

## География
Расположен на восточном берегу реки Коюкук, примерно в 104 км к северо-востоку от города Хуслия и в 338 км к северо-западу от Фэрбанкса. Площадь города составляет 8,0 км², из которых 8,0 км² — суша и 0 км² — вода.

## Климат
Максимальная когда-либо зафиксированная температура в Хьюсе составляет +32 °C, а минимальная: −56 °C.

## Население
По данным переписи 2000 года население города составляло 78 человек. Расовый состав: коренные американцы — 78,21 %; белые — 10,26 %; представители двух и более рас — 1,28 % и представители других рас — 10,26 %. Доля лиц в возрасте младше 18 лет — 39,7 %; лиц старше 65 лет — 9,0 %. Средний возраст населения — 26 лет. На каждые 100 женщин приходится 110,8 мужчин; на каждые 100 женщин старше 18 лет — 123,8 мужчин.
Из 26 домашних хозяйств в 50,0 % — воспитывали детей в возрасте до 18 лет, 34,6 % представляли собой совместно проживающие супружеские пары, в 26,9 % семей женщины проживали без мужей, 30,8 % не имели семьи. 30,8 % от общего числа семей на момент переписи жили самостоятельно, при этом 0 % составили одинокие пожилые люди в возрасте 65 лет и старше. В среднем домашнее хозяйство ведут 3,00 человек, а средний размер семьи — 3,67 человек.
Средний доход на совместное хозяйство — $24 375; средний доход на семью — $33 125. Средний доход на душу населения — $10 193. Около 21,1 % семей и 28,0 % жителей живут за чертой бедности, включая 28,6 % лиц младше 18 лет и 28,6 % лиц старше 65 лет.
Динамика численности населения города по годам:
| 1940 | 1950 | 1960 | 1980 | 1990 | 2000 | 2010 |
| ---- | ---- | ---- | ---- | ---- | ---- | ---- |
| 32   | 49   | 69   | 73   | 54   | 78   | 77   |